# Itame deleta
Itame deleta är en fjärilsart som beskrevs av George Duryea Hulst 1901. Itame deleta ingår i släktet Itame och familjen mätare. Inga underarter finns listade i Catalogue of Life.